# Ha-ha
Pour les articles homonymes, voir Haha.

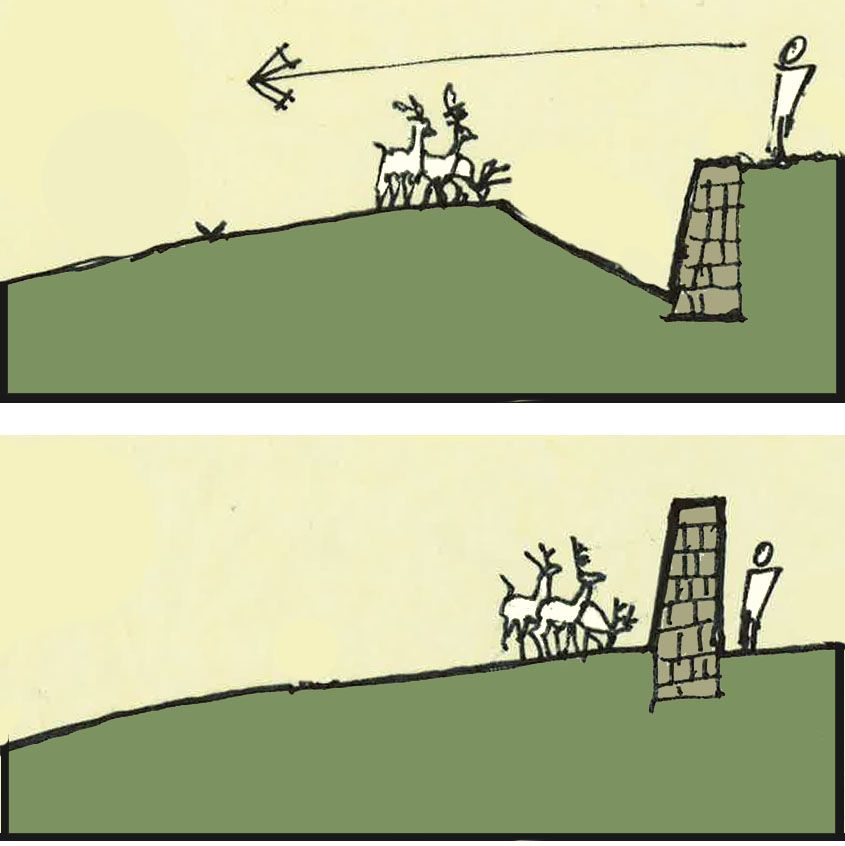
Comparaison entre un ha-ha (haut) et un simple mur (bas).

Le ha-ha ( haha , hâ-hâ, aha ou saut-de-loup) est un type de fossé utilisé dès l'Antiquité dans les fortifications pour retarder les assaillants, et qui est maintenant choisi surtout pour son aspect esthétique.
Au XVIIe siècle, François Mansart décide de les placer au bout des allées des jardins pour dégager la vue tout en bloquant le passage. La gouvernante du Grand Dauphin, fils de Louis XIV, lorsqu'il était petit, l'empêchait de s'en approcher. Un jour, dans les jardins de Meudon, échappant à sa vigilance, il alla vers le bord du saut-de-loup et dit en riant : « Ha ha, ce n'est que cela qui doit me faire peur ! » Désormais, les courtisans appelèrent les sauts-de-loup des ha-has. C'est au XIXe siècle que le mot remplaça définitivement le nom de saut-de-loup.

## Jardinage

Schéma d'une découpe d'un ha-ha dans les jardins à l'anglaise. La vue voulue se fait depuis la droite.

Dans le domaine du jardinage, les ha-has des jardins à la française se trouvent au bout des allées et forment des fossés murés à fond plat encadrés de murs qui débordent dans le fossé afin d'empêcher son franchissement par le côté sans couper la perspective du paysage. C'est une clôture masquée sous la forme d'une tranchée dont une face interne verticale est un mur de soutènement et l'autre face en pente et gazonnée. Elle permet dans le sens souhaité d'avoir un effet visuel qui masque cette clôture tout en gardant une esthétique plus naturelle du jardin. Cet artifice est un classique du jardin à l'anglaise et permet également de rattraper des différences de niveau dans un terrain.
Un ha-ha formant un enclos dans les parcs qui ont une ménagerie peut se substituer aux clôtures avec des grilles pour parquer les animaux non dangereux.

## Architecture
En architecture, un haha est un fossé que l’on creuse au bout d’une allée, à l’extrémité d’un parc ou d’un jardin, pour en défendre l’entrée sans borner la vue.
Les hahas des fortifications ressemblent aux hahas des jardins à la française. On les place dans les coudes des fossés afin de retarder la progression des ennemis ou de les surprendre en se cachant dedans.
Dans les fortifications, il existe aussi des « ponts ha-has » et des « escaliers ha-has » qui sont des ponts ou des escaliers escamotables qui chevauchent un haha.

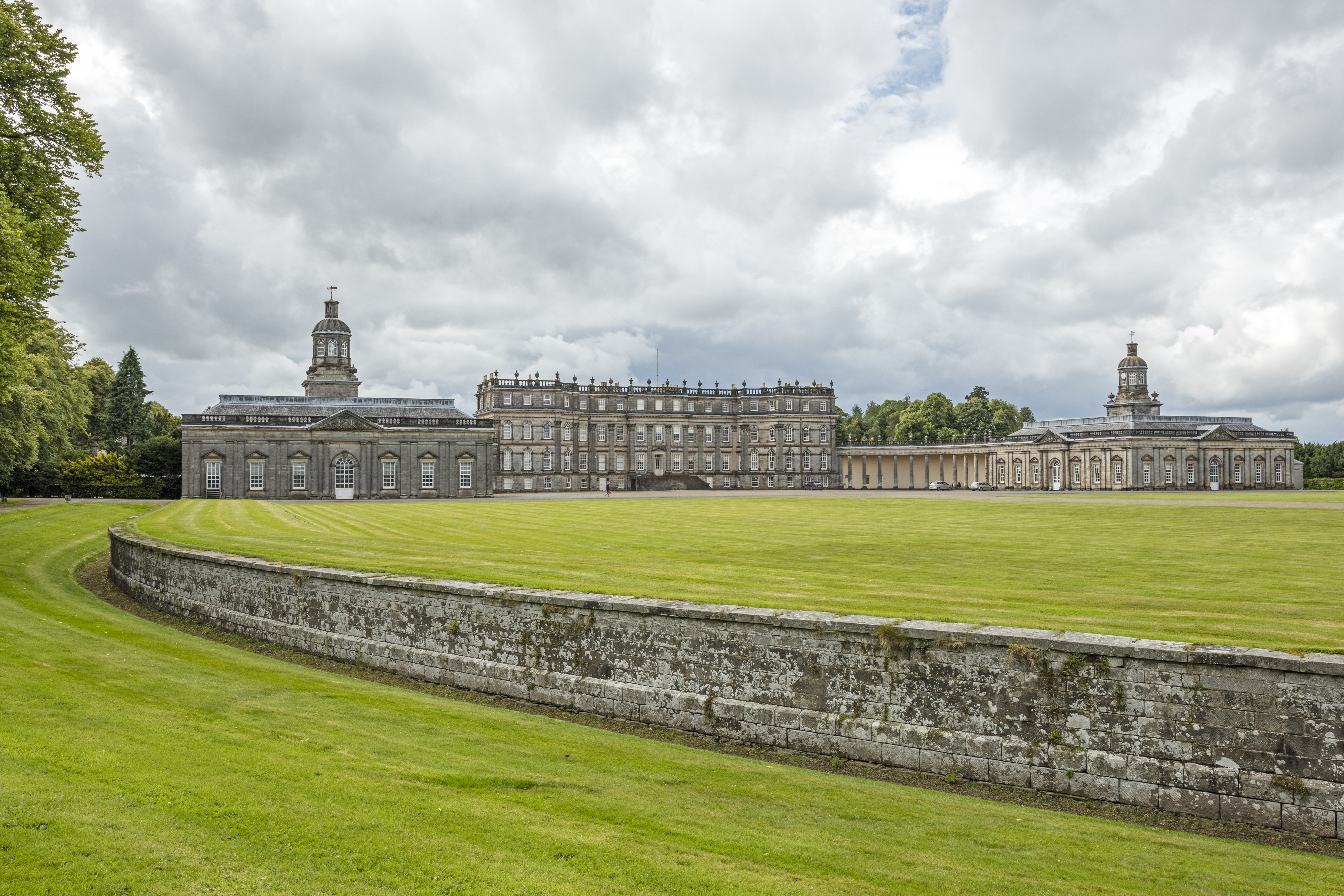
Le haha de Hopetoun House, Écosse.
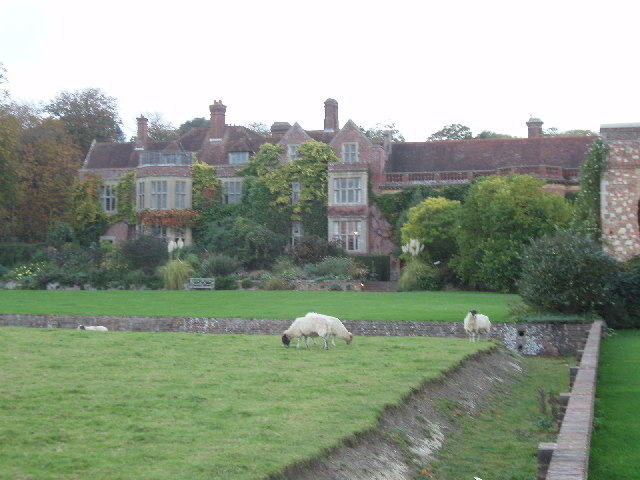
Glyndebourne House, les moutons et le ha-ha.
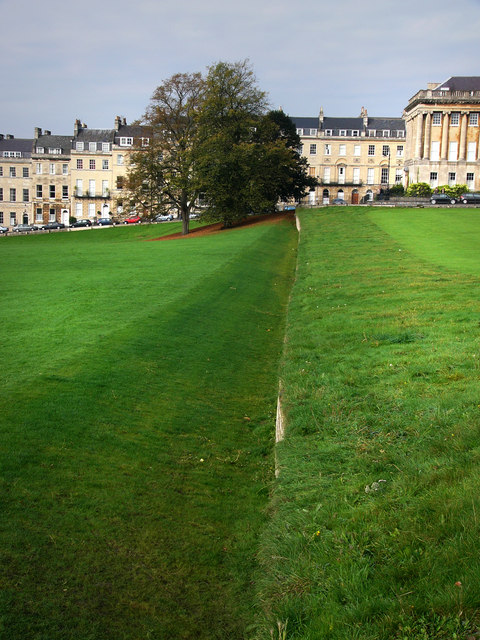
Ha-ha près du Royal Crescent de Bath.
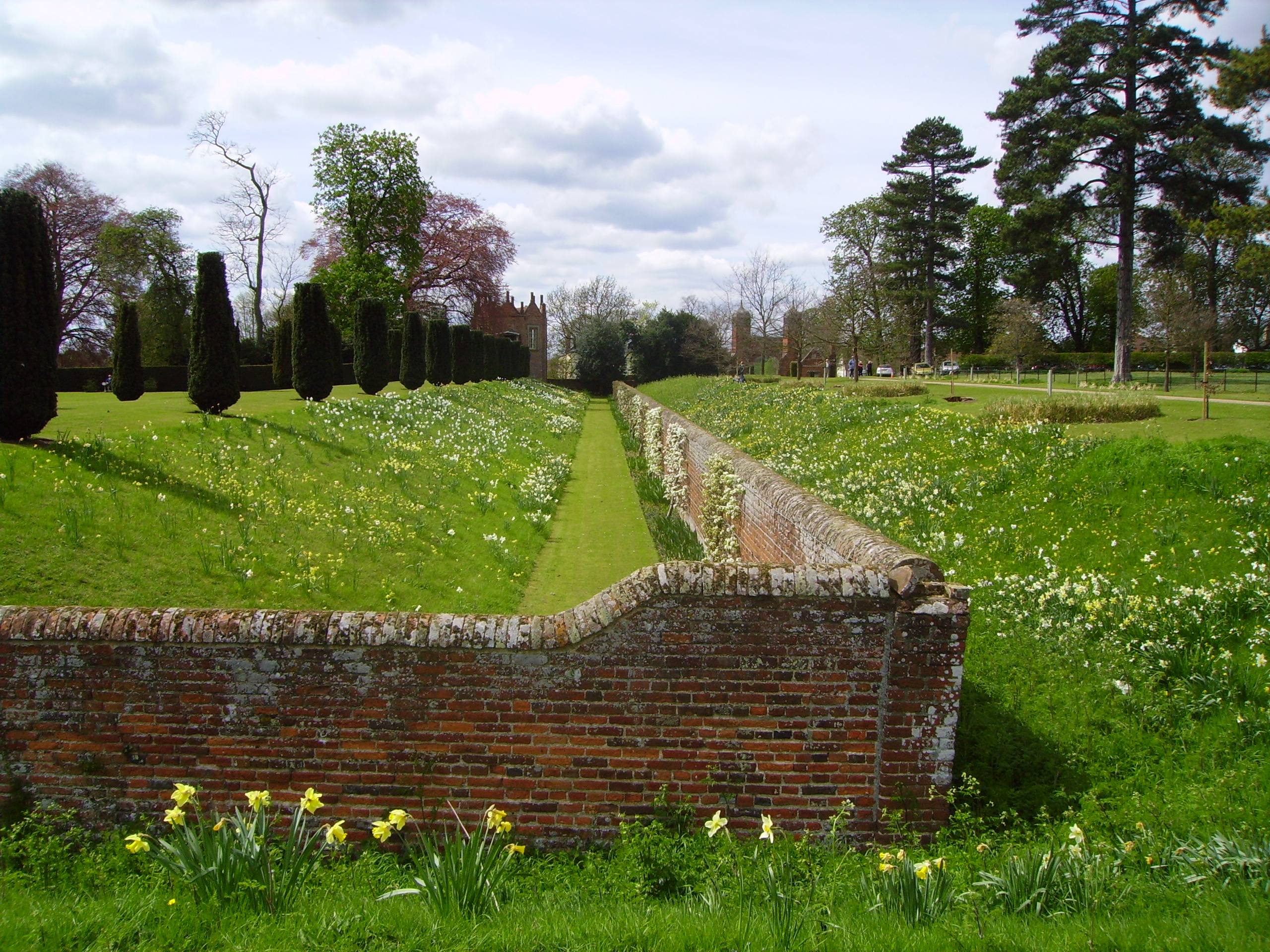
Ha-ha à double côté de Melford Hall, Suffolk.
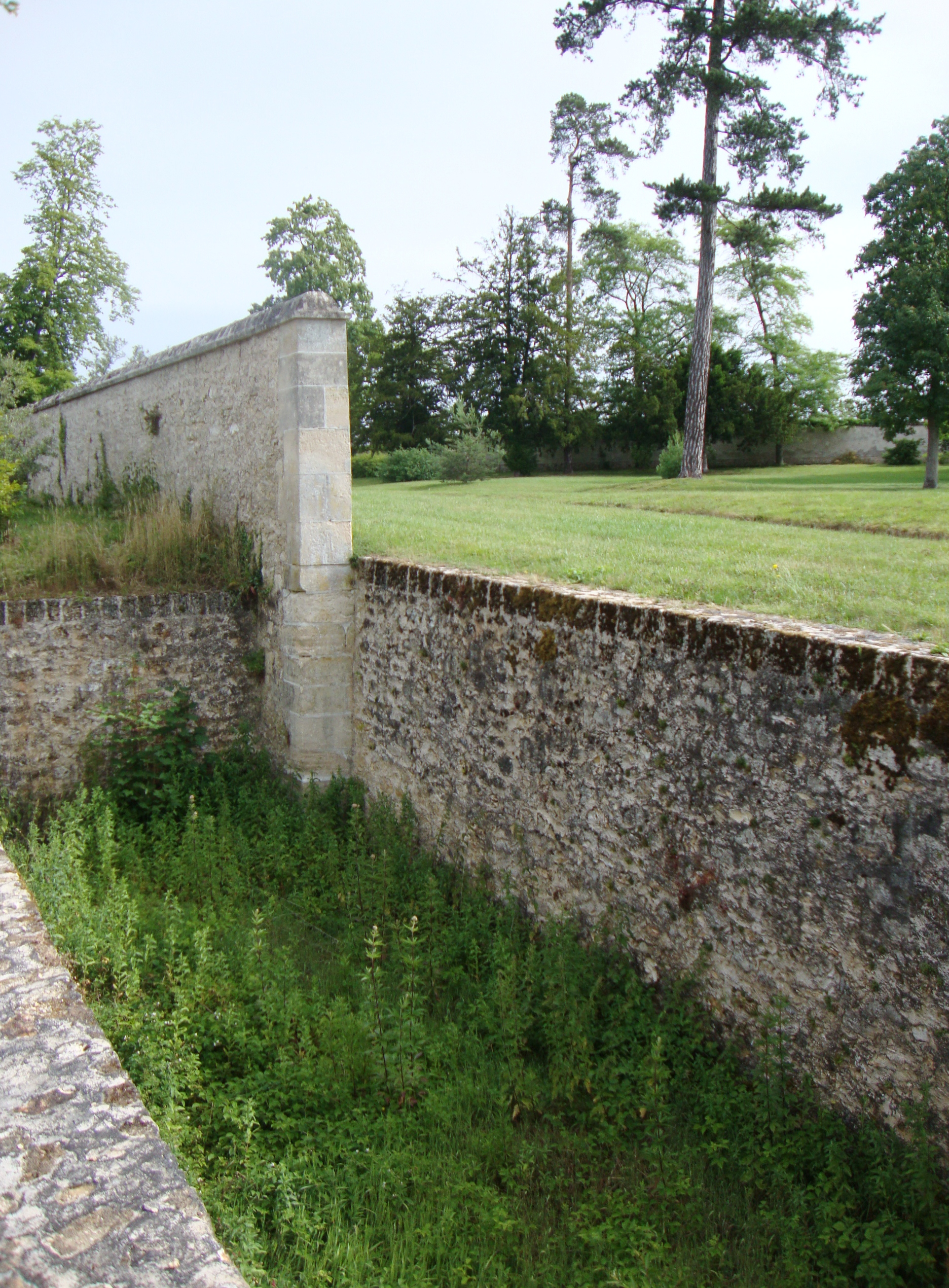
Ha-ha dans le hameau de la Reine, à Versailles, avec l'allée s'arrêtant à gauche.
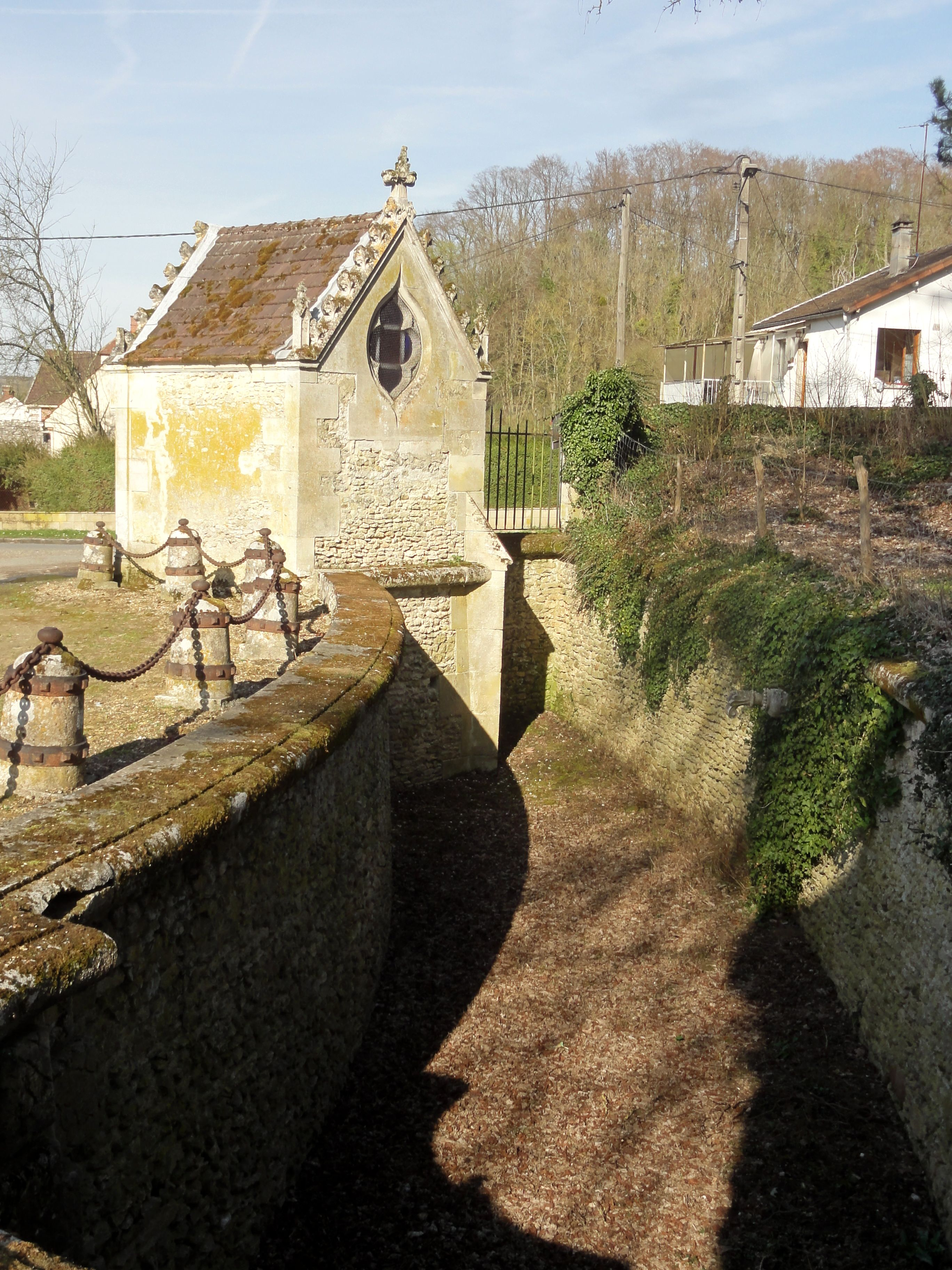
Saut-de-loup au château de Mouchy-le-Châtel.
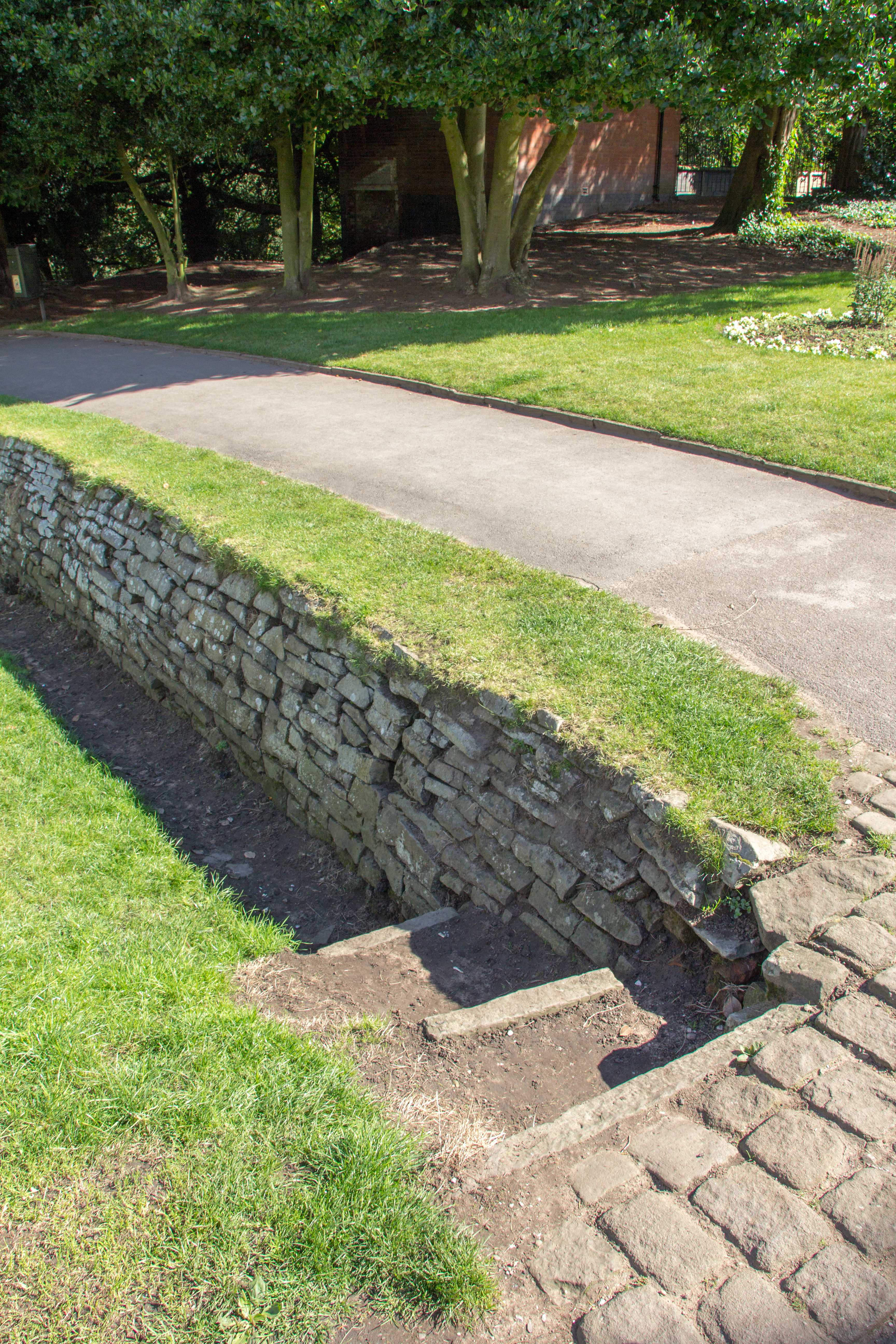
Le ha-ha de Bramall Hall, Angleterre.